# Four to Doomsday
A Four to Doomsday a Doctor Who tévésorozat 116. része, amit 1982. január 18.-a és január 26.-e között adtak négy epizódban.

## Történet
A Tardis a London-Heathrow-i repülőtér helyett egy hatalmas űrállomáson materializálódik, ahol négy emberi civilizációról (görög, kínai, maja, és ausztrál bennszülött) mintázott androidok és a békákra emlékeztető urbankok élnek Monarch nevű vezetőjükkel. Monarch már többször is járt a Földön, de most azonban véglegesen vissza akarna térni, s az emberiség megsemmisítése után az androidjaival be akarná népesíteni a bolygót.

## Epizódlista
| Epizódok sorszáma | Bemutató napja   | Hossza | Nézők száma (millió) |
| ----------------- | ---------------- | ------ | -------------------- |
| 1.                | 1982. január 18. | 23:36  | 8,4                  |
| 2.                | 1982. január 19. | 24:11  | 8,8                  |
| 3.                | 1982. január 25. | 24:09  | 8,8                  |
| 4.                | 1982. január 26. | 24:53  | 9,4                  |

## Könyvkiadás
A könyvváltozatát 1983. július 21.-n adta ki a Taget könyvkiadó. Írta Terrance Dicks.

## Otthoni kiadás
- VHS-n 2001 szeptemberében adták ki.
- DVD-n 2008. szeptember 15.-n adták ki.

### Fordítás
- Ez a szócikk részben vagy egészben  a   Four_to_Doomsday című angol Wikipédia-szócikk fordításán alapul.  Az eredeti cikk szerkesztőit annak laptörténete sorolja fel. Ez a jelzés csupán a megfogalmazás eredetét és a szerzői jogokat jelzi, nem szolgál a cikkben szereplő információk forrásmegjelöléseként.